# 1758 en science
| Années de la science : 1755 - 1756 - 1757 - 1758 - 1759 - 1760 - 1761    |
| Décennies de la science : 1720 - 1730 - 1740 - 1750 - 1760 - 1770 - 1780 |

Cet article présente les faits marquants de l'année 1758 en science.

## Évènements
- Septembre 1758-septembre 1759 : l'officier de marine britannique John Campbell teste un instrument de navigation élaboré par l'astronome John Bird (en), commissionné par le Board of Longitude, un octant avec un arc étendu à 120°, créant ainsi le premier sextant[1].

- 25 décembre : réapparition de la comète de Halley[2]. Elle est exacte, le jour de Noël, au rendez-vous que lui avait donné, 53 ans plus tôt, l'astronome britannique Edmund Halley[3]. C'est un fermier saxon, Johann Georg Palitzsch, qui fait la découverte.

- Joseph Black formule devant ses étudiants de Chimie à Glasgow le concept de chaleur latente pour expliquer la thermochimie des changements de phases (1757-1758)[4].
- John Champion brevète un procédé pour produire du zinc et du laiton avec du sulfure de zinc[5].
- Francis Home (en), médecin écossais, présente le premier vaccin contre la rougeole[6],[7]. Il inocule le virus avec le sang des malades[8].
- Découverte du cholestérol sous forme de cristaux au sein des calculs biliaires par le chimiste Poulletier de la Salle[9].
- John Dollond décrit ses expériences pour la mise au point de lentilles achromatiques[10].

## Publications
- Ruđer Bošković : Theoria philosophiae naturalis redacta ad unicam legem virium in natura existentium (Théorie de la philosophie naturelle réduite à une loi unique des forces existant dans la nature)[11] sa théorie atomique.
- Axel Fredrik Cronstedt : Forsök til mineralogie, eller Mineral-Riketes Upställning (Essai d'un système de minéralogie).
- John Dollond : An account of some experiments concerning the different refrangibility of light.
- Carl von Linné : Systema Naturae (dixième édition). Le 1er janvier 1758 sert de point de départ à la nomenclature zoologique. L'homme (Homo sapiens) y est classé parmi les mammifères supérieurs et Linné en donne comme définition : « Connais-toi toi-même[12] ».
- François Quesnay : Tableau économique. Il expose la théorie physiocratique ; le commerce et l’industrie sont essentiellement improductifs, seule l’agriculture est une source de richesse. La croissance d’une nation passe par le libre jeu des lois naturelles du marché, sans aucune intervention extérieure.

## Prix
- Médailles de la Royal Society
  - Médaille Copley : John Dollond, pour ses expériences sur la réfrangibilité de la lumière.

## Naissances

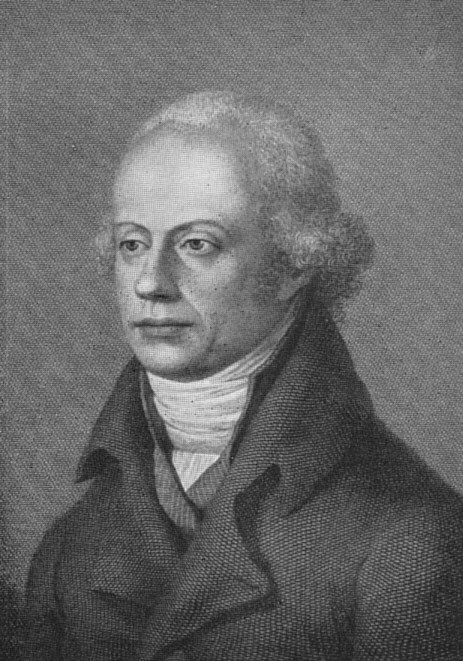
Franz Joseph Gall

- 20 janvier : Marie-Anne Pierrette Paulze (morte en 1836), chimiste française, épouse et collaboratrice du chimiste Antoine Lavoisier.
- 9 mars : Franz Joseph Gall (mort en 1828), médecin allemand, considéré comme le père fondateur de la phrénologie.
- 17 mai : John St. Aubyn (mort en 1839), collectionneur de fossiles anglais.
- 29 juin : Clotilde Tambroni (morte en 1817), philologue et linguiste italienne.
- 21 septembre : Antoine-Isaac Silvestre de Sacy (mort en 1838), linguiste et orientaliste français.
- 8 octobre : Francesco Carelli (mort en 1832), histoire de l'art, numismate et archéologue italien.
- 11 octobre : Heinrich Olbers (mort en 1840), astronome, médecin et physicien allemand.
- 12 octobre : Vincenzo Dandolo (mort en 1819), médecin, chimiste, agronome et homme politique italien.

## Décès

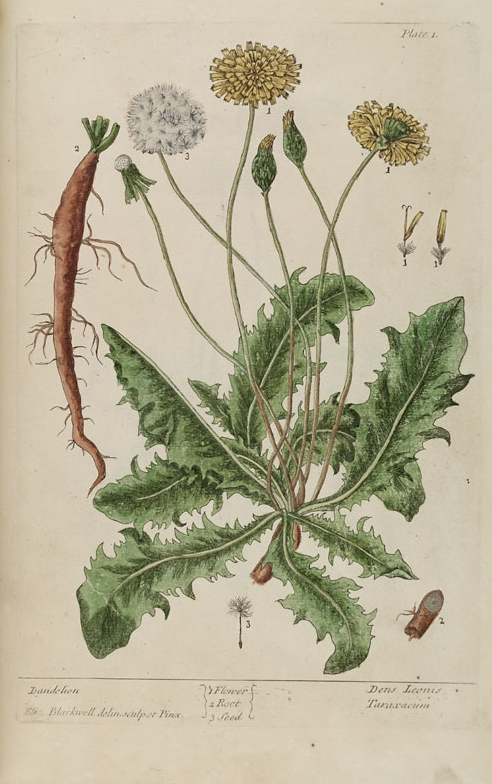
Pissenlit, illustration d'Elizabeth Blackwell (1737).

- 18 janvier : François Nicole (né en 1683), mathématicien français.
- 22 avril : Antoine de Jussieu (né en 1686), botaniste et médecin français.
- 15 août : Pierre Bouguer (né en 1698), mathématicien, physicien et hydrographe français.
- 5 septembre (calendrier grégorien) : Dimitri Ivanovitch Vinogradov (né v. 1720), chimiste russe.
- Octobre : Elizabeth Blackwell (née en 1707), illustratrice botanique écossaise.
- 29 décembre : Jean-Louis Calandrini (né en 1703), botaniste, mathématicien et professeur de philosophie genevois.